# Mondo candido
Mondo candido è un film italiano del 1975 diretto da Gualtiero Jacopetti e Franco Prosperi, ispirato al romanzo omonimo di Voltaire.

## Trama
Candido vive nella corte del castello di Thunder-ten-Tronckh, in Vestfalia, dove segue i consigli del precettore Pangloss, un filosofo che lo istruisce con un tipo di pensiero prettamente ottimista.
Un giorno il Barone, padre acquisito del protagonista, scopre Candido e Cunegonda, sua figlia, in intimità. Indignato da tale gesto, punirà la ragazza e caccerà dalla corte il giovane.
Imbattutosi in un accampamento di soldati bulgari, l'orfano viene arruolato con inganno e costretto a inutili quanto pericolosi esperimenti sul volo umano.
Candido riesce a fuggire e, durante il viaggio, incontra Pangloss. Il maestro lo informa che il castello è stato assalito da una banda di motociclisti che hanno ucciso il Barone, la Baronessa e abusato di Cunegonda.
In seguito, i due vengono imprigionati dalla Santa Inquisizione. Il precettore sarà condannato a morte per le sue idee utopiche. Quando al ragazzo, subirà una pena corporale, a base di sculacciate. Tra le persone altolocate che assistono alle esecuzioni c'è Cunegonda, costretta ad essere la compagna del capo del Tribunale. Salvato l'amato Candido, sopraggiunge l'inquisitore e, per evitare di essere impiccato, il giovane si dà alla fuga nuovamente, accompagnato dal suo nuovo amico Cacambo, uno schiavo fuggito dal suo padrone.
I due s'imbarcano per il Nuovo Mondo "dove tutti sono uguali". In una New York del giorno d'oggi, Candido ritrova Pangloss, scampato anch'egli al patibolo, che, per sopravvivere, lavora come regista televisivo.
Sempre alla ricerca di Cunegonda, il protagonista e Cacambo capitano prima nell'Irlanda del Nord sconvolta dagli scontri tra cattolici e protestanti, poi in un campo militare per soldatesse israeliane. Qui, Candido apprende che la donna è fuggita con un fedayin.
Il giovane, dopo varie peripezie, riesce alla fine a trovare la sua amata.

## Riprese
Il film è stato girato nel parco e nel castello di Pierrefonds in Francia (che rappresenta Thunder-ten-Tronckh), a New York, a Belfast e in Turchia.

## Distribuzione
Uscito nelle sale italiane il 21 febbraio 1975, la pellicola fu, successivamente, riproposta in formato home video e, recentemente, in alcune piattaforme streaming.

## Accoglienza
Stefano Loparco commenta Mondo candido come «un'opera visionaria senza una precisa struttura narrativa – l’apparentamento a certa produzione surrealista di Alejandro Jodorowski è pertinente –, il film è difficilmente catalogabile in un genere definito, né aspira a esserlo».